# وسائل تحديد النسل الهرمونية

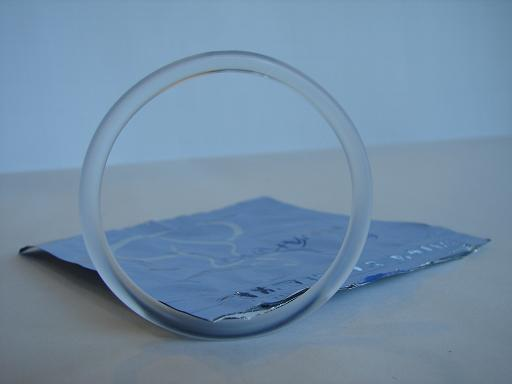

وسائل منع الحمل الهورمونية هي أدوية لتحديد النسل عبر وسائل تؤثر على جهاز الغدد الصماء. تتكون أغلب وسائل منع الحمل الهورمونية من هرمونات ستيرويدية، على الرغم من أنّه في الهند يتم التسويق لمستقبلات الأستروجين الانتقائية كوسيلة لمنع الحمل، تم التسويق للطريقة الهرمونية الأصلية –حبوب منع الحمل المركبة- لأول مرة كوسيلة لمنع الحمل في عام 1960، وفي العقود التالية تم تطوير العديد من الوسائل الأُخري، على الرغم من أنَّ الوسائل عن طريق الفم والحقن كانت الأكثر شيوعًا، ويعتمد 18% من مستخدمي وسائل منع الحمل في العالم على الطرق الهرمونية في المجمل، وتكون وسائل منع الحمل الهرمونية فعّالة للغاية عندما تؤخذ على الجدول الزمني المحدد، حيث أنَّ مستخدمي طرق هرمون «الستيرويد» يشهدون معدلات حمل أقل من 1% سنويًا، بينما تكون معدلات الحمل المثالية لمعظم موانع الحمل الهرمونية عادة حول نسبة 0.3% أو أقل، ولا يمكن استخدام الوسائل المتاحة حاليًا إلا من قِبل النساء، بينما يُعد تطوير وسائل منع الحمل الهرمونية للذكور مجال بحث نشط.
هناك نوعان رئيسيان من وسائل منع الحمل الهرمونية: طرق مشتركة تحتوي على كلًا من الأستروجين والبروجستين، والطرق وحيدة البروجستيرون وهي تحتوي على البروجستيرون فقط أو واحدة من نظائرها الاصطناعية، وتعمل الأساليب المشتركة من خلال قمع الإباضة وسماكة مخاط عنق الرحم، في حين أنَّ أساليب البروجستيرون فقط تقلل من وتيرة الإباضة، ويعتمد معظمها بشكل أكبر على التغيرات في مخاط عنق الرحم، ويختلف حدوث بعض الآثار الجانبية بالنسبة للتركيبات المختلفة، على سبيل المثال فإنَّ اختراق النزيف هو الأكثر شيوعًا مع الوسائل وحيدة البروجستيرون، ولايُعتقد أنَّ بعض المضاعفات الخطيرة الناجمة أحيانًا عن وسائل منع الحمل التي تحتوي علي الأستروجين تكون بسبب تركيبات البروجستيرون فقط، وتجلط الأوردة العميقة هو أحد الأمثلة على ذلك.

## الأنواع
هذه الوسائل تتوفر على نوعين:
- الوسائل المركبة والتي تتكون من إستروجين وبروجستين.
- الوسائل التي تحتوي على بروجستيرون فقط أو أحد نظائره المصنعة (بروجستينات).

كما يوجد دواء ينتمي لمجموعة معدل مستقبل الإستروجين الانتقائي وهو أورميلوكسيفين ويعد نوعا ثالثا.

## الاستخدامات الطبية
بالإضافة لاستخدام هذه الوسائل في تحديد النسل فإنها تستخدم في استخدامات أخرى:
- متلازمة تكيس المبايض
- عسر الطمث
- غزارة الطمث
- الشعرانية